# Bisallardiana rugicollis
Bisallardiana rugicollis är en skalbaggsart som beskrevs av Ernst Gustav Kraatz 1880. Bisallardiana rugicollis ingår i släktet Bisallardiana och familjen Cetoniidae. Inga underarter finns listade.